# Bahnstrecke Jugowice–Walim
| Kursbuchstrecke: | 129g (1934) 130g (1939) |                                            |                    |
| Streckenlänge: | 4,690 km                |                                            |                    |
| Spurweite: | 1435 mm (Normalspur)    |                                            |                    |
| Stromsystem: | 1000 V =                |                                            |                    |
| Maximale Neigung: | 33,33 ‰                 |                                            |                    |
| |                         |                                            |                    |
| \| \| \| von Wrocław Główny \| \| \| \| 0,000 \| Jugowice früher Hausdorf (Kr Waldenburg) \| 390 m \| \| \| \| nach Jedlina-Zdrój \| \| \| \| 2,118 \| Sędzimierz früher Neugericht \| 457 m \| \| \| 3,385 \| Walim Dolny früher Nieder Wüstewaltersdorf \| 478 m \| \| \| 4,690 \| Walim früher Wüstewaltersdorf \| 498 m \| \| \| \| \| \| \| Quellen: [1][2] \| \| \| \| |                         |                                            |                    |
| Strecke |                         | von Wrocław Główny                         | von Wrocław Główny |
| Haltepunkt / Haltestelle | 0,000                   | Jugowice früher Hausdorf (Kr Waldenburg)   | 390 m              |
| Abzweig ehemals geradeaus und nach rechts |                         | nach Jedlina-Zdrój                         | nach Jedlina-Zdrój |
| Haltepunkt / Haltestelle (Strecke außer Betrieb) | 2,118                   | Sędzimierz früher Neugericht               | 457 m              |
| Haltepunkt / Haltestelle (Strecke außer Betrieb) | 3,385                   | Walim Dolny früher Nieder Wüstewaltersdorf | 478 m              |
| Kopfbahnhof Streckenende (Strecke außer Betrieb) | 4,690                   | Walim früher Wüstewaltersdorf              | 498 m              |
| |                         |                                            |                    |
| Quellen: |                         |                                            |                    |

Die Bahnstrecke Jugowice–Walim war eine elektrifizierte Nebenbahn in Polen, die ursprünglich als Wüstewaltersdorfer Kleinbahn erbaut und betrieben wurde. Sie zweigte in Jugowice (Hausdorf) von der Bahnstrecke Wrocław–Jedlina-Zdrój ab und führte im Eulengebirge im Tal der Walimka nach Walim (Wüstewaltersdorf).

## Geschichte
Die Wüstewaltersdorfer Kleinbahn AG wurde am 11. September 1912 gegründet. Gesellschafter waren der preußische Staat, der Kreis Waldenburg und die Gemeinde Wüstewaltersdorf sowie einige private Gewerbetreibende, vor allem aus der örtlichen Textilindustrie. Der Bau und Betrieb wurde der Continentalen Eisenbahn-Bau- und Betriebs-Gesellschaft übertragen. Am 22. Juni 1914 wurde die Strecke eröffnet.
Durch den Ersten Weltkrieg und die dadurch eingeschränkten Reisen brachten die ersten Jahre finanzielle Verluste. Ab Mitte der 1920er Jahre wurden jedoch Gewinne erzielt. 1928 wurden 106.868 Reisende befördert, 1933 nur 73.467 Reisende, 1938 wieder 101.483 Reisende, 1942 schließlich 177.003 Reisende. Im Güterverkehr wurden 1928 21800 t und in den 1930er-Jahren  jährlich etwa 15000 t befördert.
1924 ging die Betriebsführung von der AG für Bahn-Bau und -Betrieb, der Rechtsnachfolgerin der Continentalen, in eigene Hände über. Die Geschäftsführung lag bei Mitarbeitern der Weberei Websky, Hartmann & Wiesen.
Von Anfang an verkehrten täglich neun bis zehn Personenzugpaare; dieser Umfang wurde bis zum Zweiten Weltkrieg beibehalten. Außerdem führte die Deutsche Reichsbahn für Ausflügler von Breslau und anderen schlesischen Städten Sonderzüge bis nach Wüstewaltersdorf, das Ausgangspunkt für Wanderungen zur Hohen Eule war. Diese Züge wurden mit Dampflokomotiven bespannt. Noch im Sommerfahrplan von 1944 sind werktags acht und sonntags sieben Verbindungen verzeichnet. Ein Omnibus befuhr die am 25. September 1933 eingerichtete parallele Buslinie.

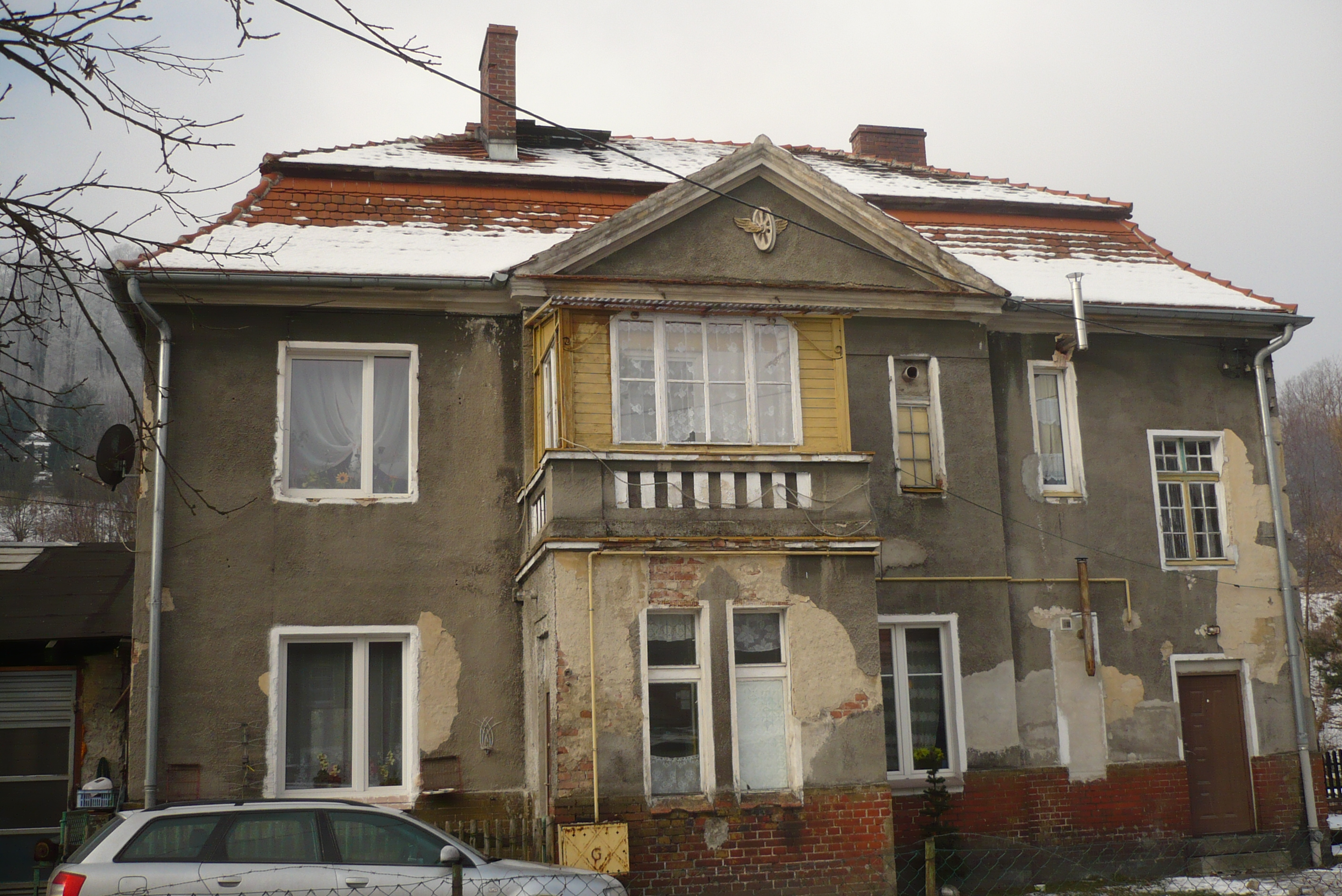
Das frühere Empfangsgebäude im Bahnhof Walim dient heute Wohnzwecken (2018)

Ab 7. Mai 1945 ruhte infolge des Zweiten Weltkrieges der Verkehr. Die Wiederinbetriebnahme durch die Polnische Staatsbahn dauerte seine Zeit, auch im Sommer 1946 ruhte der Verkehr noch. Zwei deutsche Mitarbeiter mussten bis 1947 vor Ort verbleiben, während die anderen deutschen Mitarbeiter ausgewiesen wurden. Als Privatbahn blieb sie im Gegensatz zum elektrischen Bahnbetrieb der Deutschen Reichsbahn 1945 von den Demontagen der elektrischen Ausrüstung verschont.
Nachdem die elektrischen Anlagen nach 1955 häufiger ausfielen, erfolgte am 30. Mai 1959 die Einstellung des elektrischen Betriebes. Der Güterverkehr wurde anschließend mit Dampflokomotiven abgewickelt. Auch der Personenverkehr wurde 1961 versuchsweise wieder aufgenommen, aber schon nach kurzer Zeit wieder eingestellt.
Im Winter 1973/74 wurde die Strecke zwischen Sedzimierz und Walim gesperrt. Das Sägewerk in Sedzimierz wurde noch bis Anfang 1990 bedient, danach wurde die Strecke abgebaut.

## Fahrzeugeinsatz

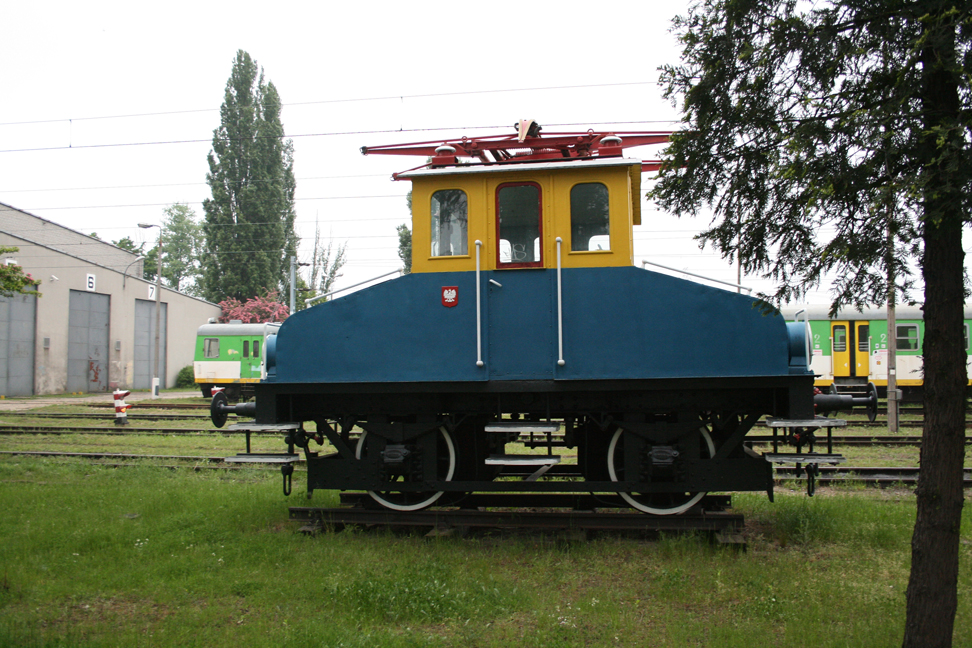
E1 als PKP EU40 im Eisenbahnmuseum Warschau (2008)

Die Wüstewaltersdorfer Kleinbahn besaß zur Eröffnung eine elektrische Lokomotive, einen elektrischen Triebwagen sowie zwei Personen- und einen Güterwagen. Lieferant der Triebfahrzeuge war die AEG. Die Lokomotive E 1 blieb als Exponat des Eisenbahnmuseums Warschau museal erhalten.
Nach 1959 setzten die PKP Dampflokomotiven der Reihe Ty2 auf der Strecke ein.